# San Antón de los Martínez
San Antón de los Martínez är en ort i Mexiko.   Den ligger i kommunen San Luis de la Paz och delstaten Guanajuato, i den centrala delen av landet, 280 km nordväst om huvudstaden Mexico City. San Antón de los Martínez ligger 1 747 meter över havet och antalet invånare är 190.
Terrängen runt San Antón de los Martínez är kuperad. Runt San Antón de los Martínez är det ganska tätbefolkat, med 52 invånare per kvadratkilometer. Närmaste större samhälle är Tierranueva, 15,5 km väster om San Antón de los Martínez. Trakten runt San Antón de los Martínez består i huvudsak av gräsmarker.